# Christoph Waltz
Christoph Waltz (ur. 4 października 1956 w Wiedniu) – niemiecko–austriacko–amerykański aktor i reżyser. 
Zdobył międzynarodowe uznanie dzięki drugoplanowym rolom czarnych charakterów w filmach anglojęzycznych.
Zdobywca dwóch nagród Oscara za role drugoplanowe w obrazach Quentina Tarantino Bękarty wojny (2009) i Django (2012). Laureat nagrody dla najlepszego aktora podczas 62. MFF w Cannes (2009) oraz Złotego Globu za najlepszą rolę drugoplanową.
1 grudnia 2014 otrzymał własną gwiazdę w Alei Gwiazd w Los Angeles znajdującą się przy 6667 Hollywood Boulevard.

## Wczesne lata
Urodził się i dorastał w Wiedniu jako trzecie z czwórki dzieci pary scenografów i kostiumografów – Elisabeth Urbancic i Johannesa Waltza. Jego matka pochodziła z Austrii, a ojciec z Monachium. Jego dziadek ze strony ojca, Wilhelm Waltz, pochodził z Hesji, był prawnikiem i sygnatariuszem w Monachium. Jego babka, Maria Mayen, i ojczym jego matki, Emmerich Reimers, byli aktorami w Burgtheater w Wiedniu. Kompozytor Alexander Steinbrecher po raz drugi ożenił się z matką Waltza i tym samym został ojczymem Waltza; dlatego Waltz i reżyser filmowy Michael Haneke mieli tego samego ojczyma. 
Ukończył Gymnasium Billrothstraße 73 w dzielnicy Wiednia Döbling i zdał maturę, podobnie jak jego dwaj bracia, Martin i Johannes. Uczęszczał do Terezjańskiej Akademii Wojskowej. Waltz początkowo chciał zostać kamerzystą, ponieważ interesował się technologią. Jak sam twierdzi, „wszedł do filmu tylko z powodu braku innych pomysłów”. Później studiował aktorstwo w wiedeńskim seminarium im. Maxa Reinhardta przy Universität für Musik und darstellende Kunst Wien, a następnie w Lee Strasberg Theatre and Film Institute w Nowym Jorku, gdzie pobierał lekcje u Lee Strasberga i Stelli Adler. 

## Kariera
W 1977 jego debiut teatralny miał miejsce na scenie Theater an der Wien. Następnie grał w teatrach w Zurychu i Kolonii, a także we Frankfurcie nad Menem, Hamburgu, wiedeńskim Burgtheater i podczas festiwalu w Salzburgu. W 1982 otrzymał prestiżową Nagrodę O. E. Hassego w Akademie der Künste.
Po raz pierwszy trafił na mały ekran w roli nastolatka Güntera Veselya, który wraz ze swoim współwięźniem (Erwin Leder) przebywa w areszcie za włamanie w telewizyjnym dramacie ZDF/ORF Debiut (Der Einstand, 1977). Dwa lata potem pojawił się jako sanitariusz w sekwencji początkowej na stacji kolejowej z rannym plutonem (niewymieniony w czołówce) w dramacie wojennym Andrew V. McLaglena Steiner – Żelazny krzyż 2 (Steiner – Das Eiserne Kreuz, 2. Teil, 1979) u boku Richarda Burtona i Roberta Mitchuma. W telewizyjnym filmie historycznym ZDF/ORF Feuer! (1979) o Wiośnie Ludów w Cesarstwie Austriackim wystąpił w głównej roli jako arcyksiążę Karl Albrecht Schlick, przywódca demonstrantów przed Hofburgiem przeciwko polityce naprawczej Metternicha i brakowi praw obywatelskich. W filmie Ogień i miecz – historia Tristana i Izoldy (Feuer und Schwert – Die Legende von Tristan und Isolde, 1981) na motywach legendy Tristan i Izolda zagrał tytułową postać rycerza Tristana. W dramacie Stanie na głowie (Kopfstand, 1981) wcielił się w rolę Markusa Dorna, odrzuconego przez matkę i ojca, który po przebyciu w ośrodku psychiatrycznym doświadcza uszkodzeń fizycznych i psychicznych. 
Można go było także dostrzec w odcinkach seriali telewizyjnych, w tym Parole Chicago (1979), Sprawa dla dwóch (Ein Fall für zwei, 1985), Derrick (1986, 1988) czy Tatort (1987). Znalazł się w obsadzie dwóch dramatów biograficznych Krzysztofa Zanussiego – Życie za życie. Maksymilian Kolbe (1991) w roli Jana Tytza (głos Adam Ferency), jednego z więźniów obozu w Auschwitz, gdzie dokonuje ucieczki i Brat naszego Boga (Our God’s Brother, 1997) jako polski malarz Maksymilian „Maks” Gierymski.
Wystąpił w serialu historyczno–biograficznym France 3 Napoleon (1991) jako Karl Emmanuel, miniserialu historycznym EuroVideo Król Münsteru (König der letzten Tage, 1993) z muzyką Wojciecha Kilara jako przywódca anabaptystów Jan z Lejdy, telewizyjnym filmie biblijnym TNT Jakub (1994) w reż. Petera Halla w roli Morasza i miniserialu Sky Atlantic Katarzyna Wielka (1995) w roli porucznika Armii Imperium Rosyjskiego Wasilija Mirowicza z Helen Mirren. 
Za tytułową rolę alkoholika gwiazdy muzyki pop w telewizyjnym filmie biograficznym Warner Vision Germany Nie jesteś sam – historia Roya Blacka (Du bist nicht allein – die Roy Black Story, 1996) zdobył nagrodę na festiwalu filmów telewizyjnych w Baden-Baden i Nagrodę Telewizji Bawarskiej w Bawarii. W 2003 odebrał nagrodę telewizji niemieckiej w Kolonii dla najlepszego aktora drugoplanowego za postać policyjnego śledczego Brisky’ego w telewizyjnym dramacie kryminalnym Polowanie na Płomiennego Człowieka (Jagd auf den Flammenmann, 2003) z Lisą Martinek, z którą ponownie spotkał się na planie komedii romantycznej ARD Zaangażowanie w Zurychu (Die Zürcher Verlobung - Drehbuch zur Liebe, 2007), remake’u telewizyjnym Helmuta Käutnera z 1957. Rola Klausa–Dietera Lehmanna w telewizyjnej komedii Piekielna noc (Dienstreise - Was für eine Nacht, 2003) przyniosła mu nagrodę im. Adolfa Grimme. Za rolę psychologa sądowego Martina Bacha w telewizyjnym dramacie kryminalnym ZDF Sprawa Gehringa (Der Fall Gehring, 2003) był nominowany do Złotej Kamery 2004 dla najlepszego aktora niemieckiego. Kilkakrotnie spotkał się na planie filmowym z Tobiasem Morettim, w tym w odcinku serialu telewizyjnego RTL Komisarz Rex (1996) pt. „Morderca lalek” („Der Puppenmörder”) jako właściciel sklepu z lalkami, który poniża kobiety, upodabniając je do bezwolnych lalek, telewizyjnym dramacie kryminalnym Taniec z diabłem – Porwanie Richarda Oetkera (Der Tanz mit dem Teufel – Die Entführung des Richard Oetker, 2001) w roli porywacza Dietera Cilova, mechanika urodzonego w Słowenii i w telewizyjnym dreszczowca RTL Sąd ostateczny (Das jüngste Gericht, 2008) jako Peters. 
Przełomowym momentem w jego karierze była kreacja nazistowskiego pułkownika (standartenführera) Hansa Landy, zwanego „Łowcą Żydów” w czarnej komedii wojennej Quentina Tarantino Bękarty wojny (Inglourious Basterds, 2009) u boku Brada Pitta i Diane Kruger. Za tę rolę został obsypany nagrodami, w tym Oscarem za rolę drugoplanową, dla najlepszego aktora na 62. MFF w Cannes, Złotym Globem, Satelitą, nagrodą Gildii Aktorów Filmowych i nagrodą BAFTA dla najlepszego aktora drugoplanowego. Jako czarny charakter Benjamin Chudnofsky, paranoiczny rosyjski gangster w komedii akcji fantasy Michela Gondry’ego The Green Hornet 3D (2011) był nominowany do MTV Movie Awards dla najlepszego złoczyńcy. Kolejna kreacja doktora Kinga Schultza w westernie Quentina Tarantino Django (2012) przyniosła mu drugiego Oscara. Za rolę artysty malarza Waltera Keane w biograficznym komediodramacie Tima Burtona Wielkie oczy (Big Eyes, 2014) zdobył nominację do Złotego Globu dla najlepszego aktora w filmie komediowym lub musicalu.
Wcielił się w postać czarnego charakteru Ernsta Stavro Blofelda, znanego wcześniej jako Franz Oberhauser, jednego z jego głównych wrogów Jamesa Bonda (Daniel Craig) i szefa organizacji terrorystycznej WIDMO w dwóch filmach z serii o przygodach agenta 007: Spectre (2015) i Nie czas umierać (2021).
Zasiadał w jury konkursu głównego na 66. MFF w Cannes (2013) oraz na 75. MFF w Wenecji (2018).
W 2017 w orkiestrze Opery Vlaanderen w Antwerpii w Belgii podjął się reżyserii opery Falstaff Giuseppe Verdiego.

## Życie osobiste
Waltz biegle mówi po niemiecku, francusku i angielsku. Choć w Bękartach wojny mówi również po włosku, w jednym z wywiadów przyznał, że nie zna tego języka. 
Był żonaty z Jacqueline „Jackie” (z domu Rauch), choreoterapeutką pochodzącą z Nowego Jorku, z którą ma trójkę dzieci – Leona, Rachel i Miriam. Oboje mieszkali w Londynie, a ich małżeństwo trwało 17 lat. W 2001 zawarł związek małżeński z Judith Holste, niemiecką projektantką kostiumów, z którą ma córkę (ur. 2005).

## Narodowość
Do 2010 roku posiadał jedynie obywatelstwo niemieckie, które sam określił jako uwarunkowane prawnie (jego ojciec również posiadał takie obywatelstwo). Po zdobyciu Oscara w 2010 roku przyjął także obywatelstwo austriackie. W wywiadach podkreśla swoją austriacką narodowość i przywiązanie do Wiednia: „Urodziłem się w Wiedniu, dorastałem w Wiedniu, chodziłem do szkoły w Wiedniu, skończyłem szkołę w Wiedniu, studiowałem w Wiedniu, zacząłem grać w Wiedniu – może być jeszcze więcej powiązań z Wiedniem. W jaki sposób mogę wam okazać bardziej, iż jestem Austriakiem?”.

## Filmografia

### Filmy fabularne
- 1977: Der Einstand
- 1979: Feuer! jako Karl Albrecht Schlick
- 1981: Die Weltmaschine
- 1982: Dr. Margarete Johnsohn jako Rainer
- 1982: Feuer und Schwert – Die Legende von Tristan und Isolde jako Tristan
- 1982: Tajemniczy bohater (The Mysterious Stranger) jako Ernst Wasserman
- 1983: Der Sandmann
- 1986: Wahnfried jako Friedrich Nietzsche
- 1987: Das Andere Leben jako Stefan
- 1988: The Alien Years jako Stefan Mueller
- 1989: Quicker Than the Eye jako szef policji
- 1989: Spymaster (Goldeneye) jako niemiecki szpieg
- 1991: Życie za życie. Maksymilian Kolbe jako Jan
- 1991: St. Petri Schnee
- 1992: Die Angst wird bleiben jako Manfred
- 1992: 5 Zimmer, Küche, Bad jako Hartwig Klemmnitz
- 1994: Ein Anfang von etwas jako Herbert
- 1994: Tag der Abrechnung – Der Amokläufer von Euskirchen
- 1994: Die Staatsanwältin jako Andreas Doepke
- 1994: Jakub (Jacob) jako Morash
- 1995: Man(n) sucht Frau jako Christoph
- 1995: Prinz zu entsorgen jako Roman
- 1995: Katarzyna Wielka (Catherine the Great) jako Mirovich
- 1996: Der Tourist jako Stephan Görner
- 1996: Du bist nicht allein – Die Roy Black Story jako Roy Black
- 1997: Brat naszego Boga (Our God’s Brother) jako Max
- 1998: Einsteins Ende
- 1998: Mörderisches Erbe – Tausch mit einer Toten jako Moritz Fink
- 1998: Rache für mein totes Kind jako Paul
- 1998: Schock – Eine Frau in Angst jako komisarz Kaul
- 1998: Das Finale jako Kant
- 1998: Vickys Alptraum jako Johnny
- 1998: Sieben Monde jako Becker
- 1998: Dziwne zachowania dojrzałych płciowo mieszkańców dużych miast w okresie łączenia się w pary jako Charly
- 1999: Czarodziejska lalka (Dessine-moi un jouet) jako Klaus Hermann
- 1999: Oblubienica (Die Braut) jako Herzog Carl August
- 2000: Falling Rocks jako Louis
- 2000: Przyzwoity przestępca (Ordinary Decent Criminal) jako Peter
- 2000: Agent Jej Królewskiej Mości (Queen’s Messenger) jako Ben Samm
- 2000: Das Teufelsweib jako Finanzbeamte Fink
- 2001: Riekes Liebe jako Trainer Karlhoff
- 2001: Death, Deceit & Destiny Aboard the Orient Express jako Ossama/Tarik
- 2001: Der Tanz mit dem Teufel – Die Entführung des Richard Oetker jako Dieter Cilov
- 2001: She jako Michael Vincey
- 2001: Engel sucht Flügel jako Caspari
- 2002: Dienstreise – Was für eine Nacht jako Klaus-Dieter Lehmann
- 2002: Weihnachtsmann gesucht jako Johannes Böhmke
- 2003: Jagd auf den Flammenmann jako Brisky
- 2003: Der Fall Gehring jako Martin Bach
- 2003: Dwa dni nadziei (Zwei Tage Hoffnung) jako Michael Berg
- 2003: Tigeraugen sehen besser jako dr Thilo Rylow
- 2003: Jennerwein jako Pföderl
- 2003: Herr Lehmann jako lekarz
- 2003: Strach (Der Alte Affe Angst) jako Analyst
- 2003: Strach przed strzelaniem (Schussangst) jako Johannsen
- 2004: Pakt z diabłem (Dorian) jako Rolf Steiner
- 2004: Scheidungsopfer Mann jako Benedikt
- 2004: Mörderische Suche jako Richard Benedek
- 2004: Schöne Witwen küssen besser jako Jean-France
- 2006: Lapislazuli – Im Auge des Bären jako Czerny
- 2006: Franziskas Gespür für Männer jako Karl Löwen
- 2007: Die Verzauberung jako dr Helmut Bahr
- 2007: Die Zürcher Verlobung – Drehbuch zur Liebe jako Frank ‘Büffel’ Arbogast
- 2008: Todsünde jako Sebastian Flies
- 2008: Das Geheimnis im Wald jako Hans Kortmann
- 2008: Das Jüngste Gericht jako Peters
- 2009: Bękarty wojny (Inglourious Basterds) jako pułkownik Hans Landa
- 2010: The Green Hornet 3D (The Green Hornet) jako Chudnofsky
- 2011: Woda dla słoni (Water for Elephants) jako August
- 2011: Trzej muszkieterowie (The Three Musketeers) jako kardynał Richelieu
- 2011: Rzeź (Carnage) jako Alan Cowan
- 2012: Django (Django Unchained) jako doktor King Schultz
- 2013: Teoria wszystkiego (The Zero Theorem) jako Qohen Leth
- 2014: Wielkie oczy (Big eyes) jako Walter Keane
- 2014: Szefowie wrogowie 2 jako Bert Hanson
- 2015: Spectre jako Ernst Stavro Blofeld (Franz Oberhauser)
- 2016: Tarzan: Legenda jako Leon Rom
- 2017: Tulipanowa gorączka jako Cornelis Sandvoort, mąż Sophii
- 2017: Pomniejszenie (Downsizing) jako Dusan Mirkovic, sąsiad Paula Safranka w bloku
- 2018: Alita: Battle Angel jako dr Dyson Ido
- 2019: Układ idealny (Georgetown) jako Ulrich Mott
- 2020: Nie czas umierać jako Ernst Stavro Blofeld

### Seriale telewizyjne
- 1979: Parole Chicago jako Eduard
- 1985: Ein Fall für zwei jako Alf
- 1986: Lenz oder die Freiheit jako Sigel
- 1986–1988: Derrick jako Schumann / Eberhard Bothe
- 1986–1990: Der Alte jako Christian Kamp / Hans Baumeister
- 1987–2008: Tatort jako Inpektor Passini / Profesor Robert Henze / Gerd Weißenbach
- 1990: The Gravy Train jako dr Hans-Joachim Dorfmann
- 1991: The Gravy Train Goes East jako Hans-Joachim Dorfmann
- 1993: König der letzten Tage jako Jan Bockelson
- 1995: Die Staatsanwältin jako Andreas Döpke
- 1996: Rosa Roth jako Wietze
- 1996: Komisarz Rex (Kommissar Rex) jako Martin Wolf
- 1997: Maître Da Costa jako Walter Mueller
- 1997: Faust
- 1997: Schimanski jako Klaus Mandel
- 2005: Die Patriarchin jako Wolf Sevening
- 2005: Der Elefant – Mord verjährt nie jako Richard Seemann
- 2006: Die Spezialisten: Kripo Rhein-Main jako Andreas Senner
- 2006: Polizeiruf 110 jako dr Juris Grín
- 2006: Stolberg jako Paul Büttner
- 2007: Der Staatsanwalt jako dr Claudius Tressen
- 2007: Der letzte Zeuge jako dr Martin York
- 2007: Unter Verdacht jako Thomas Sell
- 2008: Die Anwälte jako Herbert Jahn

### Jako reżyser
- 2019: Układ idealny (Georgetown)

## Nagrody
| Rok  | Nagroda                                                | Kategoria                        | Film                 |
| ---- | ------------------------------------------------------ | -------------------------------- | -------------------- |
| 2009 | Bambi                                                  | Najlepszy aktor – międzynarodowy | Bękarty wojny (2009) |
| 2009 | 62. Międzynarodowy Festiwal Filmowy w Cannes           | Najlepszy aktor                  | Bękarty wojny (2009) |
| 2009 | Nagroda Satelita                                       | Najlepszy aktor drugoplanowy     | Bękarty wojny (2009) |
| 2010 | Złoty Glob                                             | Najlepszy aktor drugoplanowy     | Bękarty wojny (2009) |
| 2010 | Nagroda Akademii Filmowej                              | Najlepszy aktor drugoplanowy     | Bękarty wojny (2009) |
| 2010 | Nagroda BAFTA                                          | Najlepszy aktor drugoplanowy     | Bękarty wojny (2009) |
| 2010 | Nagroda Gildii Aktorów Ekranowych                      | Najlepszy aktor drugoplanowy     | Bękarty wojny (2009) |
| 2010 | Nagroda Stowarzyszenia Nowojorskich Krytyków Filmowych | Najlepszy aktor drugoplanowy     | Bękarty wojny (2009) |
| 2013 | Złoty Glob                                             | Najlepszy aktor drugoplanowy     | Django (2012)        |
| 2013 | Nagroda Akademii Filmowej                              | Najlepszy aktor drugoplanowy     | Django (2012)        |
| 2013 | Nagroda BAFTA                                          | Najlepszy aktor drugoplanowy     | Django (2012)        |